# Al-Hamra
Al H̱amra, (arabisch (الجزيرة الغربية / الجزيرة الحمراء (الحمراء, West Island, Red Island, dt.: Rote Insel) ist eine unbewohnte Insel, der zu Dschibuti gehörenden Inselgruppe der Sawabi-Inseln in der Meerenge Bab al-Mandab zwischen Rotem Meer und Indischem Ozean.

## Geographie
Die Insel liegt etwa 4,5 km vor der Küste der Region Obock, vor der Halbinsel Ra’s Siyyān. Sie ist die westlichste der Inselgruppe, ei-rund und erreicht eine Höhe von 62 Metern (geonames: 41 m) über dem Meer mit einem deutlichen Vulkankegel. Sie ist von Riffen umgeben.
Wie der Name impliziert haben die Felsen der Insel eine rötliche Grundfärbung.